# Верлинден, Аннелис
Аннелис Верлинден (нидерл. Annelies Verlinden, род. 5 сентября 1978, Антверпен, Бельгия) — бельгийский государственный и политический деятель. Представитель фламандского сообщества, член партии «Христианские демократы и фламандцы» (CD&V). Министр юстиции, ответственный за Северное море, с 3 февраля 2025 года. В прошлом — министр внутренних дел (2020—2025).

## Биография
Родилась 5 сентября 1978 года в районе Мерксем в Антверпене. Имеет две сестры.
Выросла в коммуне Схотен в провинции Антверпен.
Училась в начальной школе в Схотене, затем в средней школе Vita et Pax-College в Схотене.
В 1998 году получила степень бакалавра права в Антверпенском университете святого Игнатия (UFSIA). Продолжила обучение в Лёвенском католическом университете, где в 2001 году получила степень магистра права. Затем год изучала право Европейского союза в Лувенском католическом университете, где получила диплом. В 2013 году посетила программу лидерства в Гарвардском университете.
Получила статус адвоката в Коллегии адвокатов Брюсселя и в Торговой палате в Антверпене.
В 2002 году стала юристом в международной юридической фирме DLA Piper в качестве партнёра, специализирующегося на публичном и административном праве, где в 2014 году возглавила бельгийский отдел в качестве управляющего партнёра.
Специализировалась на административном праве. Она получила опыт в области экологического права (такого как возобновляемая энергия, в частности ветряная энергия), территориального планирования, муниципального права и государственного права в целом. 

## Политическая карьера
Возглавляла группу женской католической студенческой молодёжи (VKSJ) в Схотене. В 2005—2009 гг. была заместителем председателя в молодёжной организации CD&V. 
В 2003—2012 гг. была муниципальным советником в Схотене.
В 2004 году приняла участие в выборах в региональный Фламандский парламент в избирательном округе Антверпен, на которых заняла девятое место в списке CD&V/N-VA, получила 8511 голосов (1,77%) и не была избрана.
Назначена федеральным министром внутренних дел в коалиционном правительстве под руководством премьер-министра Александра Де Кро, приведённом к присяге 1 октября 2020 года.
3 февраля 2025 года назначена министром юстиции, ответственным за Северное море, в коалиционном правительстве под руководством премьер-министра Барта де Вевера.